# Brusyliw (obwód czernihowski)
Brusyliw (ukr. Брусилів) – wieś na Ukrainie, w obwodzie czernihowskim, w rejonie czernihowskim. W 2001 liczyła 1064 mieszkańców, wśród których 1024 wskazało jako ojczysty język ukraiński, 33 rosyjski, a 7 białoruski.